# Valea Nandrii
Valea Nandrii – wieś w Rumunii, w okręgu Ardżesz, w gminie Dârmănești. W 2011 roku liczyła 703 mieszkańców.